# Colen Campbell
Colen Campbell (Castelo Brodie, 15 de junho de 1676 - Londres, 13 de setembro de 1729) foi um arquiteto e escritor da Escócia, atuante na Inglaterra e um dos primeiros defensores do palladianismo nas ilhas britânicas.

## Biografia
Estudou Direito na Universidade de Edimburgo e foi admitido como advogado na Escócia no ano de 1702, mas decidiu dedicar-se à Arquitetura.  Sua obra teórica mais importante foi Vitruvius Britannicus, or the British Architect, publicada em três volumes entre 1715 e 1725, um compêndio ilustrado de projetos de vários arquitetos ingleses, especialmente de Inigo Jones e Christopher Wren. Na obra ele condenava os excessos do Barroco e propunha um modelo classicista. A publicação foi um grande sucesso, tornando-se uma das bíblias do palladianismo britânico, sendo largamente divulgado também nos Estados Unidos ao longo do século XVIII. A partir dali se tornou um protegido de Lord Burlington, um dos maiores patronos da arte e arquitetura de seu tempo.

## Vitruvius Britannicus

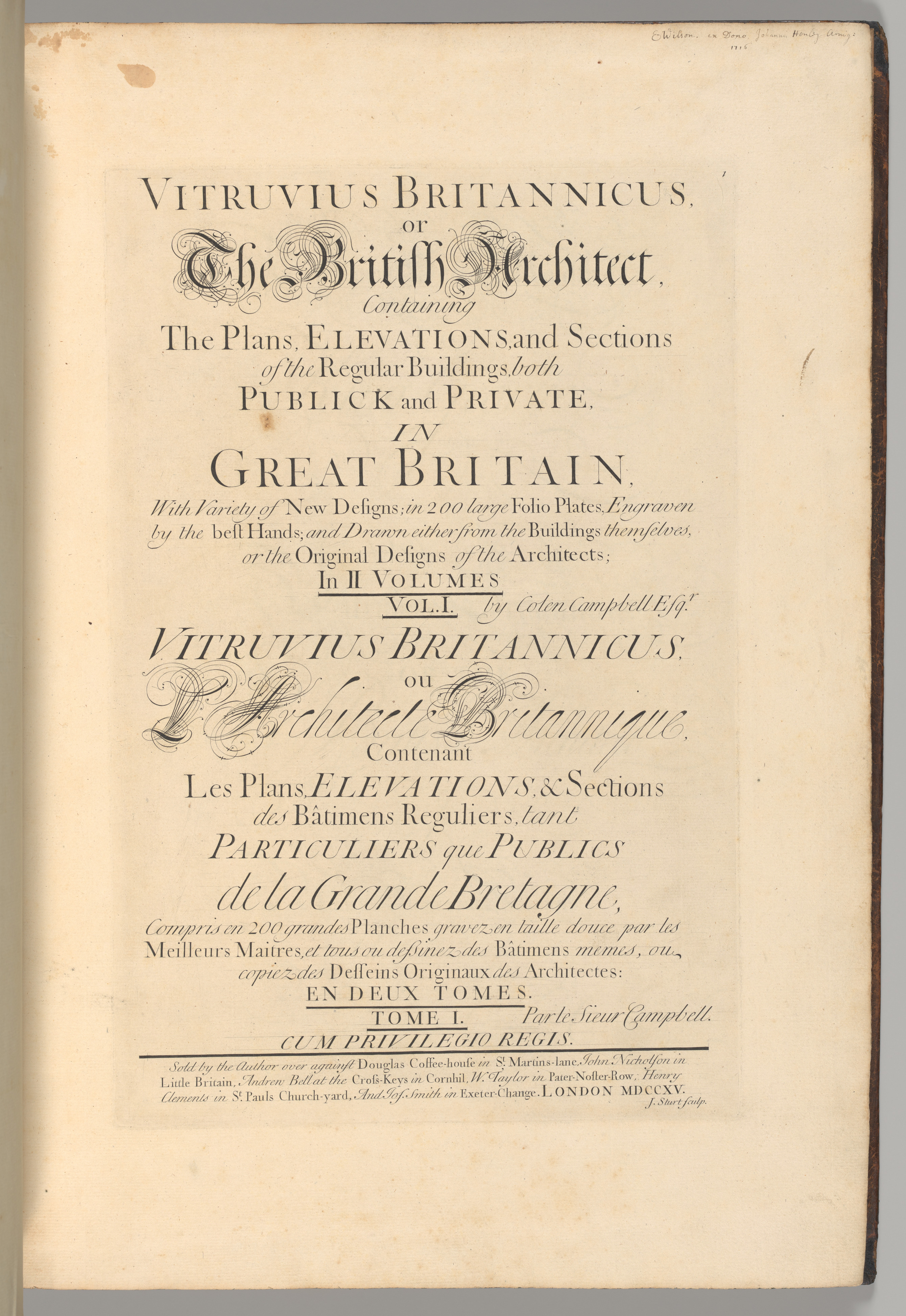
Folha de rosto do Vitruvius Britannicus, vol. I.

O Vitruvius Britannicus (publicado entre 1715 e 1725) é uma coletânea de ilustrações e análises arquitetônicas de obras concebidas na Grã-Bretanha, sendo um dos mais importantes trabalhos desde a publicação do First and Chief Groundes de John Shute. Em seus três volumes, Campbell representa com clareza fachadas, plantas baixas e cortes de diversas residências, edificações públicas e jardins, formando uma espécie de catálogo de referências. A obra é considerada um manifesto do palladianismo e um dos mais importantes veículos para a disseminação desse estilo, em especial nos Estados Unidos e na própria Inglaterra. A prática de publicar álbuns de estampas de arquitetura a fim de divulgar projetos era comum pela Europa e o Vitruvius Britannicus é considerado um dos  primeiros do gênero publicados no seu país.
A coletânea foi elaborada a partir das ilustrações feitas exclusivamente por Campbell, responsável por preparar todas as páginas - desde o conteúdo ao layout - e repassá-las aos gravadores para que fossem impressas por meio da calcografia. Os desenhos eram esboçados a grafite, finalizados com tinta preta e depois recebiam marcas - como riscos discretos e pinturas em certas áreas com tinta diluída - para sinalizar ao gravador onde a imagem deveria ser sombreada. O Vitruvius Britannicus era uma obra valiosa e adquirida por uma lista de assinantes pertencentes a alta sociedade britânica antes de ter seus exemplares confeccionados e esperava-se que fossem da mais alta qualidade e exatidão, uma vez que seriam utilizados para consulta e coleção. Dessa forma, para a impressão das imagens, foi escolhida uma prensa feita a partir de chapas de cobre, um material que proporcionava grande precisão dos traços e permitia que pequenos erros fossem corrigidos.  Ao decorrer das publicações, pelo menos quatro gravadores foram responsáveis por imprimir as ilustrações: John Sturt e George Bickham foram responsáveis pelas folhas de rosto e Henry Hulsberg - profissional bastante renomado na área - foi o encarregado pelo segundo e pelo terceiro volume. O gravador da primeira publicação nunca foi creditado.
Em sua introdução, Campbell comenta sobre os arquitetos italianos, exaltando a obra de Palladio - uma admiração que é notável em todo o Vitruvius Britannicus. Além disso, o autor busca enaltecer a arquitetura britânica e os talentosos projetistas nacionais. Esse breve texto é seguido por explicações de cada gravura e suas respectivas páginas, expressando um pouco de sua opinião sobre os projetos -com a exceção dos trabalhos de sua própria autoria - e discorrendo sobre a técnica dos arquitetos. No início das publicações também é inclusa a lista de assinantes de cada volume. Em seguida, as imagens são dispostas cada uma em apenas uma folha, acompanhada de uma legenda. Nota-se que maioria das gravuras demonstra casas de campo, ocupando mais de metade das páginas do catálogo. De todas as estampas, cerca de 23% representa os projetos do próprio Campbell, acompanhados de elogios aos seus clientes e patrocinadores a fim de divulgar seu trabalho como arquiteto que havia começado há poucos anos antes do primeiro volume ser distribuído. Ademais, a maioria das construções apresentadas são concepções de Inigo Jones, John Webb e Christopher Wren, além de outros projetistas conhecidos na época que também eram influenciados pela obra de Palladio. É evidente, entretanto, a ausência de projetos feitos por James Gibbs (outro arquiteto importante no momento) devido a uma certa rivalidade entre ambos projetistas escoceses. 
Outra característica notável do Vitruvius Britannicus é a imprecisão de alguns desenhos. Esses desvios não são considerados erros ou alguma manipulação arbitrária do próprio autor, mas resultados do objeto de estudo de Campbell: ele não visitava os sítios e analisava as obras construídas, apenas representava as ilustrações fornecidas pelos próprios arquitetos. Esse fato levou à criação de gravuras que não condiziam com a realidade, com exceção dos edifícios do próprio autor.
A publicação dos volumes influenciou a arquitetura norte americana e a britânica nos anos seguintes, em especial em um momento em que o nacionalismo na Inglaterra crescia. O Vitruvius Britannicus é um produto de tal período, apreciando os talentos da Grã-Bretanha na época, além de criticar um pouco a arquitetura estrangeira, como o estilo Barroco que estava presente na França.

## Principais projetos

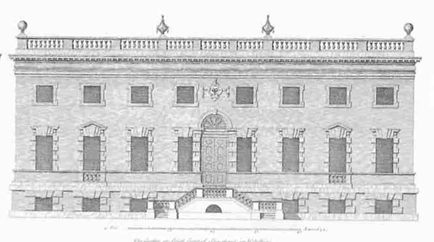
Fachada Sul da Stourhead House, desenhada por Colen Campbell. Gravura impressa no Vitruvius Britannicus.

- Wanstead House, Essex: c. 1713/4 - 20
- Burlington House, Londres, 1717.
- Stourhead, Wiltshire, 1721 - 24
- Pembroke House, Whitehall, Londres, 1723
- Houghton Hall, Norfolk, 1722
- Mereworth Castle, Kent 1722 - 25
- Waverley Abbey, Surrey c. 1723-25
- N.º 76-78 Brook Street, Londres W1, 1725 - 26.
- Compton Place, Eastbourne, Sussex, 1726
- Plumpture House, Nottingham, 1724 - 30.